# Stefan Gabriel
Stefan Gabriel (* um 1570 in Ftan, im Unterengadin; † 6. Oktober 1638 in Ilanz im Bündner Oberland) war ein Schweizer reformierter Pfarrer in Graubünden und Zürich. Mit seinem 1611 in Basel gedruckten Katechismus Ilg Vêr Sulaz da pievel giuvan (deutsch: Die wahre Freude des jungen Volkes) war er der Begründer der rätoromanischen Schriftsprache des surselvischen Idioms.

## Leben
Stefan Gabriel wurde als Sohn des Men um das Jahr 1570 im unterengadinischen Dorf Ftan geboren und wuchs dort auf. Er besuchte von 1588 bis 1589 in Chur die Nikolaischule und studierte dank staatlicher finanzieller Unterstützung von 1590 bis 1593 evangelische Theologie an der Schola Tigurina, der Vorläuferschule der Universität Zürich. Dort knüpfte er auch wichtige Kontakte zu Kaspar Waser, Johann Jakob Breitinger und weiteren Personen, die ihm später zugutekamen. 
1593 wurde er in Chur in die evangelisch-rätische Synode aufgenommen, womit er die Berechtigung erhielt, in Bünden als Pfarrer tätig zu sein. So wurde er noch im gleichen Jahr von der rätoromanischen Gemeinde Flims zum Pfarrer gewählt. Seit 1599 war er als Pfarrer und Schriftsteller in Ilanz tätig. Er heiratete Maria Cangina von Flims.
Im Jahr 1618 beteiligte sich Gabriel am Strafgericht in Thusis, wo unter anderem das Todesurteil gegen Nicolò Rusca ausgesprochen wurde. Wegen der Bündner Wirren sah er sich dann gezwungen, mit seinen Söhnen Lucius Gabriel und Men-Fort Gabriel am 8. Oktober 1620 über St. Gallen nach Zürich zu fliehen, wo er eine Pfarrstelle in der St. Peter-Kirche erhielt. Bereits 1622 ging sein Sohn Lucius zurück nach Graubünden. Gabriel begleitete ihn nicht, sondern nahm im folgenden Jahr eine Pfarrerstelle in Altstetten bei Zürich an.
Von 1623 bis 1625 bot Frankreich den Flüchtlingen eine Rückkehr in Graubünden an. Ilanz hatte zudem darum gebeten, dass Gabriel als Pfarrer zurückkomme, denn sie hatten ihm seine Stelle freigehalten. Im Februar 1626 kehrte er zurück und wurde zugleich auch zum Dekan der Drei Bünde ernannt, wo er sich dem Wiederaufbau der Reformierten Kirche im Kanton widmete. Auch war er als Mittler zwischen den Reformierten und den Kapuzinern tätig.
Im Jahr 1632 wurde Stefan Gabriel zusätzlich Pfarrer in Castrisch und auch zum Dekan der Synode ernannt. In dieser Funktion drängte er den Einfluss des Katholizismus zurück und setzte sich für die Glaubensfreiheit ein. Daneben verfasste er weitere kleinere theologische Werke, die noch lang nach seinem Tod für den Unterricht verwendet wurden. Am 6. Oktober 1638 verstarb er in Ilanz.

## Katechismus und LiederbuchIlg Vêr Sulaz da pievel giuvanvon 1611 und 1625
1611 verfasste er den Katechismus Ilg Vêr Sulaz da pievel giuvan (deutsch: Die wahre Freude des jungen Volkes), der bei Johann Jakob Genath in Basel gedruckt wurde. Dieser Katechismus wurde zu den wichtigsten theologischen Schriften der rätoromanischen Literatur des 17. Jahrhunderts gezählt und mehrmals ins Deutsche und ins Italienische übersetzt. Für den Anhang seines Katechismus traf er eine Auswahl von 14 Psalmen und 25 Liedern. Bei dieser Arbeit gebrauchte er vor allem zwei Quellen: Die erste war der Cudesch da Psalms des Engadiner Reformators Ulrich Campell. Die zweite Quelle war die zweite Ausgabe des Kirchengesangbuchs der Stadt Zürich von 1605. Entgegen der katholischen Tradition verwendete er für viele Lieder mit geistlichem Inhalt weltliche Melodien.
1618 verfasste der Katholik Adam Nauli eine Schmähschrift gegen Gabriel mit dem Titel Anatomia dil Sulaz dil Stefan Gabriel.
1625 gab Gabriel eine zweite und etwas grössere Ausgabe des Ver Sulaz heraus. Mehrere neue eigene Liedkompositionen, einige Lieder seines Sohnes Lucius, drei Liedübersetzungen und fünf Psalmen (2, 8, 42, 94 und 130) kamen neu dazu. Auch sprachliche Veränderungen nahm er dort vor, wo ein Germanismus durch ein romanisches Wort ersetzt und das Versmass klarer gestaltet werden konnte. Den Vergeltungspsalm 94 dichtete er 1620 als Folge der Bündner Wirren und des Veltliner Mords an den Protestanten, dass doch der Herr im Himmel den katholischen Feinden vergelten möge.
Diese zweite Ausgabe des Katechismus und Liederbuchs machte in der romanischen Literatur Geschichte und erfuhr neben der Consolaziun dell’olma devoziusa am meisten Auflagen, die ein romanisches Buch bislang erlebt hatte.

## Werke

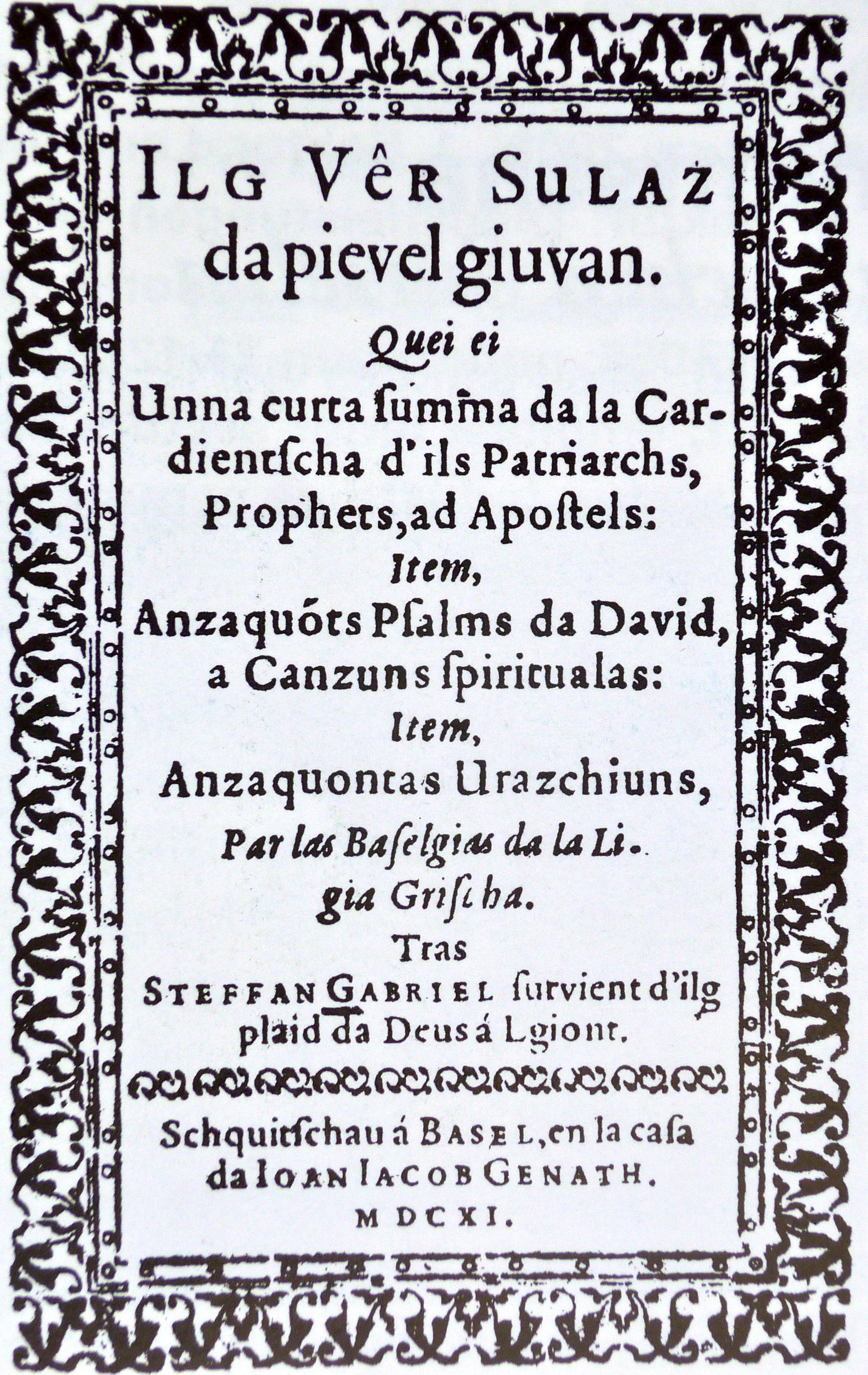
«Igl ver sulaz da pievel guivan»

- Ilg Ver Sulaz da pievel giuvan, Basel 1611.
- Storgae Salicae. Id est epistola in qua pater orthodoxus filium papistam in veritatis viam reducere conatur, Genf 1617.
- Ünna Stadera Da Psar qual seic la vera Caridenscha, 1625.
- Ün cuort Catechismus. Par queus chi nu saun scrittüre, Zürich 1625.
- Christliche Valetpredigt des Ehrwürdigen und Wohlgelehrten Herren Stephani Gabrielis gewessner Pfarrers zu Altstetten Zürcher Gebiets. Gehalten den 16. Februarij 1626, Zürich 1627.
- Antidotum Oder Widerlegung einer Schmach-Schrift, so wieder die Evangelische Wahrheit und dero Lehrer, von den Capucineren in Graw-Pündten ausgesprengt worden. Den Gläubigen daselbst zuir Nachrichtung und Trost gestellet, 1627.